# Rodrigo Antônio do Nascimento
Rodrigo Antônio do Nascimento (Rio de Janeiro, 27 luglio 1987) è un calciatore brasiliano, centrocampista svincolato.